# Exoto
Exoto ist eine belgische Death-Metal-Band aus Mol, die im Jahr 1989 gegründet wurde, sich ca. 1995 auflöste und seit 2013 wieder aktiv ist.

## Geschichte
Die Band wurde im Sommer 1989 gegründet. 1990 folgte ein erstes Live-Demo unter dem Namen Waiting For The Maggots, dem sich 1991 ein Studiodemo unter dem Namen And Then You Die anschloss. Das Demo, von dem sich rund 1.600 Kopien absetzten, wurde zum Demo des Monats im niederländischen Magazin Aardschok gewählt. Ein weiteres Demo schloss sich 1992 unter dem Namen The Fifth Season an, von dem zwei Lieder auf der im selben Jahr bei Midian Creations erscheinenden Single Ashes… enthalten sind. Im April 1994 erschien das Debütalbum Carnival of Souls. Im April desselben Jahres verstarb Schlagzeuger und Gründungsmitglied Didier Mertens bei einem Verkehrsunfall, weshalb sich die Mitglieder dazu entschieden, Anfang 1995 den Tonträger A Tribute to Didier aufzunehmen. Parallel arbeitete die Band an ihrem zweiten Album, was das erste bei Black Mark Production sein sollte. Dieses erschien 1995 unter dem Namen A Thousand Dreams Ago.
Im März 2013 fand sich die Band wieder zusammen, um wieder live zu spielen. Im Oktober 2014 erschien über Vic Records das Album Beyond the Depths of Hate, das Mertens gewidmet wurde und aus neu aufgenommenen Liedern, die bereits auf den vorher erschienen Demos und Alben enthalten sind, und neuen Liedern besteht. Das Album soll das letzte der Band sein. Es war im Barnyard Studio im belgischen Lommel vom März bis Mai 2014 aufgenommen worden. Die Band bestand hierbei aus dem Schlagzeuger Molly Molemans, dem Gitarristen Flip Boonen, der zudem auch den Bass übernahm, und dem Gitarristen Chris Meynen.

## Stil
Martin Popoff beschrieb in seinem Buch The Collector’s Guide of Heavy Metal Volume 3: The Nineties die Musik auf A Thousand Dreams Ago als professionellen Death Metal, der jedoch durch lauten und knisternden Schlagzeugklang zunichtegemacht werde. Die Gruppe mische Florida Death Metal mit schwedischem Death Metal und Riffs, wie man sie von Bands wie Rage und Coroner kenne. Textlich beziehe man sich fast ausschließlich auf Themen aus dem wirklichen Leben. Die Lieder seien variabel in der Geschwindigkeit. Robert Müller vom Metal Hammer schrieb in seiner Rezension zum Album, dass die Band eine wichtige belgische Death-Metal-Band ist, jedoch habe sie außerhalb Belgiens nie wirklich Bekanntheit erreicht. Die Musik sei schnell gespielt, sei jedoch näher am Metal als am Grindcore. Zudem gebe es „mittelschwer krächzenden“ Gesang.

## Diskografie
- 1990: Waiting for the Maggots (Demo, Eigenveröffentlichung)
- 1991: And Then You Die (Demo, Eigenveröffentlichung)
- 1992: The Fifth Season (Demo, Eigenveröffentlichung)
- 1992: Ashes… (Single, Midian Creations)
- 1994: Carnival of Souls (Album, Tessa Records)
- 1995: A Thousand Dreams Ago (Album, Black Mark Production)
- 2014: Beyond the Depths of Hate (Album, Vic Records)